# Comté de Jackson (Wisconsin)
Pour les articles homonymes, voir Jackson et Comté de Jackson.
Le comté de Jackson est un comté situé dans l'État du Wisconsin aux États-Unis. Son siège est Black River Falls. Selon le recensement de 2000, sa population était de 19 100 habitants.